# Richard Brauer
Richard Dagobert Brauer (10. února 1901 Charlottenburg, Berlín, Německé císařství – 17. dubna 1977 Belmont, Massachusetts, USA) byl německý matematik žijící v USA. Pracoval zejména v oblastech abstraktní algebry a teorie čísel. Je také zakladatelem modulární teorie reprezentací. Je po něm pojmenováno velké množství matematických vět a konceptů.